# Tekele Cotton
Tekele Cotton, né le 27 mai 1993, à Mableton, en Géorgie, est un joueur américain de basket-ball. Il évolue au poste d'arrière.